# Aceras
Aceras là một chi thực vật có hoa trong họ Lan.

## Danh sách loài
- Aceras × duquesnei
- Aceras alpinum
- Aceras angustifolium
- Aceras anthropomorphum
- Aceras anthropophorum
  - Aceras anthropophorum var. angustatum
  - Aceras anthropophorum var. latior
- Aceras bolleanum
- Aceras calcaratum
- Aceras caprinum
- Aceras densiflorum
- Aceras formosum
- Aceras fragrans
- Aceras hircinum
- Aceras intactum
- Aceras lanceum
- Aceras longibracteata
- Aceras longicruris
- Aceras maculatum
- Aceras pyramidale
- Aceras secundiflorum
- Aceras vayredae